# Підцурків
Підцуркі́в —  село в Україні, у Здолбунівській міській громаді Рівненського району Рівненської області. Населення становить 102 осіб (за переписом 2001 року). 
Від села Загора на південний захід бруківка веде в село Підцурків, центр якого на віддалі 2-ох кілометрів (4-ох кілометрів від села Глинськ). Село простягнуте довгою смугою і з півночі кількома забудовами примикає аж до залізничної зупинки "Ульбарів". Підцурків має 55 дворів і жодної громадської будівлі. Протягом 1990-х-2000-х років були втрачені: приміщення старого клубу (розібране на цеглу), приміщення нового клубу і бібліотеки (продане і переведене в будинок з господарськими будівлями), приміщення колишньої початкової школи (продане і переведене в будинковолодіння), крамниця (не діюча закинута дерев'яна будівля), тваринний двір КСП "Дружба" (кузня, літній корівник, зимовий корівник та конюшня - все розібране і розкрадене до фундаменту), цегляне приміщення залізничної зупинки (не діюча закинута будівля). Водонапірна башта приватизована місцевими мешканцями.

## Історія села
Найдавніше минуле Підцуркова, як лугового урочища, засвідчене актом 1775 р. в описі майнових володінь Ульбарова, де сказано, що границя панського лісу проходить "дорогой через дубраву Подцурково". У поземельних планах наступних років "Подцурков" трактується як урочище і "лесная дача". Можливо, на той час були тут уже якісь хуторянські забудови. Але акти 1800 - 1810 років про це не сповіщають. І тільки під кінець 1885 року з'являються поодинокі актові свідчення про зруб і корчунок лісу "в Подцуркове". Це, певно, перші відлуння підцурківської колонізації. Акт 1888 року дає зрозуміти, що "Подцурков" є чеською колонією, котра, за розповіддю старожилів з родини Кашперів, налічувала до 70 дворів, розміщених на своїх земельних наділах. Колоністи мали тут чотирикласну школу, крамницю, світлицю, протипожежний пункт. Назва Підцурків, подібно як і Загора, належить до класу "орієнтирних", де префіксальне "під" вказує на розміщення оселі стосовно сусіднього села Цуркова, що на віддалі до 2-ох кілометрів. За логікою природи такого наймення, Підцурків формувався поселенцями в однойменному урочищі котре окутувало Цурків з його північно- східної околиці і примикало до заліснених висот. Довідник 1947 року відносить до Підцуркова зі своєю сільрадою хутір Загора. Це, як свідчать старожили, були забудови колонійних поселенців у напрямку однойменного села.
Відповідно до Розпорядження Кабінету Міністрів України від 12 червня 2020 року № 722-р «Про визначення адміністративних центрів та затвердження територій територіальних громад Рівненської області» увійшло до складу Здолбунівської міської громади.

## Населення
Згідно з переписом УРСР 1989 року чисельність наявного населення села становила 162 особи, з яких 68 чоловіків та 94 жінки.
За переписом населення України 2001 року в селі мешкали 102 особи. 100 % населення вказало своєю рідною мовою українську мову.